# 금당중학교 (광주)
금당중학교(金塘中學校)는 대한민국 광주광역시 남구 주월동에 위치한 공립 중학교이다.

## 학교 연혁
- 1993년 2월 22일 : 금당중학교 설립인가
- 1993년 3월 1일 : 초대 조영숙 교장 취임
- 1993년 3월 7일 : 금당중학교 개교식
- 1997년 12월 : 발명교육센터 개관
- 2005년 7월 20일 : 급식소 및 강당(금당관) 준공
- 2009년 3월 1일 : 특수학급 설치
- 2025년 1월 9일 : 제30회 졸업식(130명, 총 8,372명)
- 2025년 3월 1일 : 제13대 김영진 교장 취임
- 2025년 3월 4일 : 신입생 입학식 (149명)

## 참고 자료
- 금당중학교 - 한국교육학술정보원 학교알리미